# ゴットフリート・ビーゲルマイヤー
ゴットフリート・ビーゲルマイヤー（Gottfried Biegelmeier, 1924年7月19日 - 2007年7月8日）は、オーストリアの物理学者。ウィーン出身。
電気安全の問題に特化したコンサルタントとして活動し、非営利民間財団『電気安全』の創設者でもある。特に感電の研究では、日本の渋沢元治（1876-1975年）、ドイツのジークフリート・ケッペン（Siegfried Koeppen、1905年 - 1976年）、アメリカ合衆国の チャールズ・ディエール (Charles Francis Dalziel、1904 - 1986年)らと並んで世界に知られ、関連するIEC規格の改提案に取り組んできた。
また彼も漏洩電流遮断器開発の先駆者として知られており、この領域で36の特許を取得している。

## 来歴・人物
- 1924年にウィーンで生まれ、14年間の初等教育を受けたのちウィーンのTGM技術学校で５年間電気工学を学び、1943年優秀な成績で卒業。
- その後、兵役を務め1946年に帰還。さらに深く学ぶためウィーン大学に入学。
- 1949年物理学と数理科学の博士号を取得。
- 1950年 - 1957年、オーストリア電気機器試験所とアーセナルの連邦研究所に勤務。CEE（英語版）で国際標準化の仕事を開始。
- 1957年、電気安全問題のコンサルタントとして活動開始。
- 1975年以来、電気病理学の分野で特に活躍。彼は自分自身を被験体として試験装置の充電部に直接接触し[3]、漏電遮断器の有効性を証明した。彼の得たデータは、現実の感電状況と心室細動をもたらす身体通過電流しきい値とを関連付ける重要なもので、その功績はIEC-60479レポート[4]の大きな改正に影響を与えた。
- 1978年、上記功績等によりオーストリア共和国の名誉教授を拝命[5]。
- 1976年、感電防止に関する三重保護原理[6]を構築。
- 1985年、IEEE 電力技術協会 パワーライフ賞を受賞。
- 1993年、オーストリア共和国の科学・芸術名誉十字章勲一等[7]を受勲。
- 1993年、日本電気協会の池田賞を受賞[8]。
- 1995年、ヴィルヘルム・エクスナー・メダルを受賞。
- 1997年、電気的保護の分野での研究プロジェクトを遂行する非営利民間財団ウィーン『電気安全』（ESF-VIENNA）を設立した[9][10]。以後『電気安全』のレポートはこの分野の技術標準となっている。　以上[1][9]

## 注・出典
1. 1 2  FI-Schutzschalter-Pionier Biegelmeier gestorben, ELEKTROJOUNAL, 23.07.2007
2. ↑  BIOGRAPHY OF RECIPIENT OF POWER-LIFE AWARD DR. GOTTFRIED BIEGELMEIER, IEEE Power Engineering Review, October 1985, p.6 PDF
3. ↑  実験の記録映画"SCHUTZ BEI DIREKTEM BERŰHREN"が撮影されており、Alex Simmen 氏が　YouTube にビデオを投稿している（2014/09/01、Wirkung des elektrischen Stromes auf den menschlichen Körper）。
4. ↑  人間及び家畜に対する電流の影響（JIS C 0365 感電保護−設備及び機器の共通事項 に引用）
5. ↑  der Berufstitel Professor
6. ↑  Basisschutz - Fehlerschutz - Zusatzschutz（基本保護・故障保護・追加保護）
7. ↑  das Ehrenkreuz für Wissenschaft und Kunst 1. Klasse
8. ↑  『第4回池田賞はビーゲルマイヤー博士へ』電気設備学会誌 13(4)(115) p97～97
9. 1 2  Elektroschutz Gemeinnützige Privatstiftung, Der Stifter
10. ↑  Elektroschutz Gemeinnützige Privatstiftung　Info-Folder